# Poción

La poción de amor, de Evelyn De Morgan

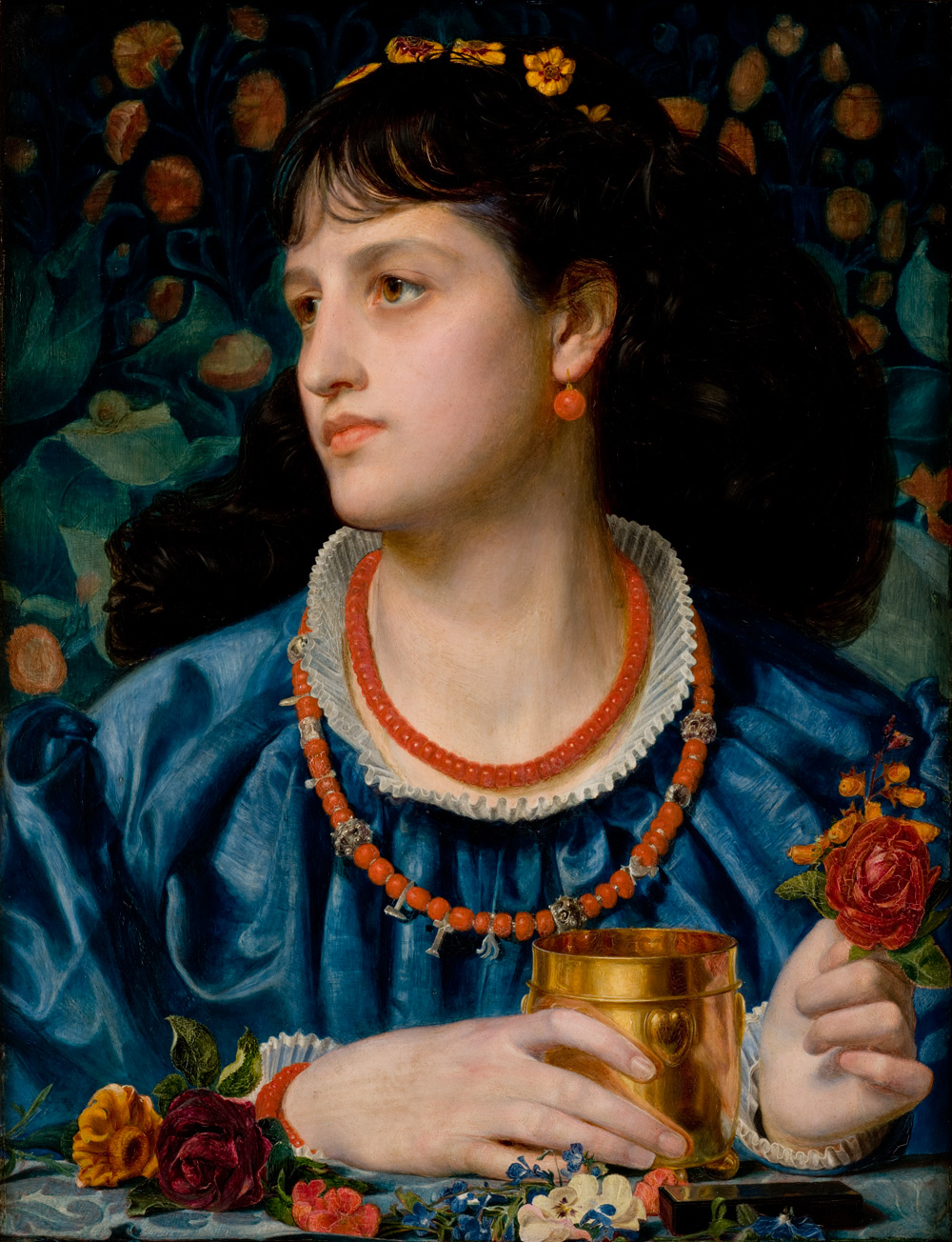
Isolda con la poción de amor (1870), obra de Anthony Frederick Augustus Sandys

Una poción o pócima es un líquido "que contiene medicina, veneno o algo que se supone que tiene poderes mágicos".Deriva de la palabra latina potio que se refiere a una bebida o al acto de beber. A lo largo de la historia ha habido varios tipos de pociones para una variedad de propósitos.Las razones para tomar pociones iban desde curar una enfermedad hasta asegurar la inmortalidad o tratar de inducir el amor. Estas pociones, aunque a menudo ineficaces o venenosas, ocasionalmente tenían cierto grado de éxito medicinal dependiendo de lo que buscaban arreglar y del tipo y cantidad de ingredientes utilizados.Algunos ingredientes populares utilizados en pociones a lo largo de la historia incluyen la mosca española,las plantas de solanáceas, el cannabis y el opio.
Durante los siglos XVII y XIX, era común en Europa ver a vendedores ambulantes ofreciendo pociones para dolencias que iban desde el desamor hasta la peste. Con el tiempo, estos ofrecimientos fueron descartados como charlatanería.También se sabía que las prostitutas, cortesanas, hechiceras y parteras distribuían pociones.
En medicina antiguamente, era un preparado líquido de un peso de cuatro a seis onzas que se daba a cucharadas. Existían pociones antiespasmódicas, anodinas, tónicas, estimulantes, atemperantes, etc. según los principios medicamentosos que formaran la base de su composición, por participar de las propiedades de ellos.

## Etimología
La palabra poción tiene su origen en la palabra latina potus, un participio pasado irregular de potare, que significa "beber". Esto evolucionó a la palabra potionem (nominativo potio) que significa "una poción, una bebida" o una "poción venenosa, poción mágica". En griego antiguo, la palabra para drogas y pociones era "pharmaka" o "pharmakon".En el siglo XII, los franceses tenían la palabra pocion, que significa "poción", "borrador" o "medicina". En el siglo XIII, esta palabra se convirtió en pocioun, refiriéndose a una bebida medicinal o una dosis de medicina líquida (o veneno).
La palabra "poción" también es cognada con las palabras españolas poción con el mismo significado, y ponzoña, que significa "veneno"; la palabra pozione era originalmente la misma palabra para "veneno" y "poción" en italiano, pero a principios del siglo XV en Italia, poción comenzó a ser conocida específicamente como una bebida mágica o encantada.

## La poción en la cultura popular
En las leyendas, las pociones mágicas son bebidas que sirven para curar, para hechizar, o para envenenar. Son los magos, los hechiceros, y las brujas, quienes preparan las pociones, y para ello emplean la magia junto con la mezcla de ciertas sustancias. Entre las pociones más conocidas están:
1. El filtro de amor, que se supone que hace que una persona se enamore de otra.
2. El elixir de la vida.

La creación de pociones era una práctica común de la alquimia.
Durante el siglo XIX era común en algunos países la presencia de charlatanes que iban ofreciendo sus pociones por ferias y mercados asegurando que curaban todas las enfermedades, como una panacea universal.
Las pociones son muy recurrentes en juegos de rol y otros juegos ambientados en la fantasía medieval.